# Irene Angela
Irene Angela, Eirene (Ειρήνη) in greco, ma Urania in latino, chiamata anche Irene Angelo (Costantinopoli, 1181 – Castello di Hohenstaufen, 27 agosto 1208), è stata una principessa bizantina che divenne principessa consorte di Sicilia (1192-1193) e poi duchessa consorte di Svevia (dal 1197) e infine regina consorte dei Romani (dal 1198) sino al 1208.

## Biografia
Era figlia dell'imperatore bizantino, Isacco II Angelo (1185-1195; 1203-1204) e della principessa Irene, forse della famiglia dei Paleologi.
Appena undicenne venne data in sposa, nel 1192, al duca di Puglia ed erede al trono di Sicilia, Ruggero (1175-1193), figlio del re Tancredi di Sicilia e di Sibilla di Medania; il matrimonio fu celebrato a Brindisi, nell'estate di quell'anno. Ruggero la lasciò vedova dopo un solo anno di matrimonio.
Irene venne poi fatta prigioniera da Enrico VI, quando l'imperatore invase la Sicilia nel 1194. Nell'aprile del 1195, Irene si fidanzò col fratello di Enrico VI, Filippo di Svevia e, nel maggio del 1197, a Bari sposò il duca di Svevia e d'Alsazia.

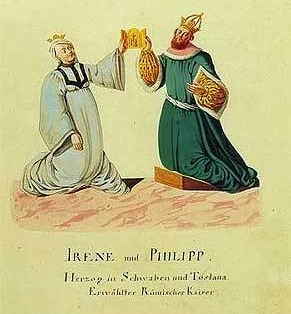
Irene insieme al secondo marito, Filippo.

Dopo il matrimonio fu chiamata Maria. Nel 1198 Filippo divenne re dei Romani e d'Italia, cosicché Irene divenne anche regina consorte.

Filippo appoggiò il fratello di Irene, Alessio IV Angelo, che si opponeva allo zio, Alessio III Angelo, che aveva spodestato il loro padre Isacco II Angelo, e l'ospitò, fornendogli un rifugio sicuro in Svevia, sostenendolo nel contattare i capi della quarta crociata, affinché lo aiutassero a rioccupare il trono di Costantinopoli in cambio di una cospicua somma di denaro.
Nel 1208, Irene rimase vedova per la seconda volta, perché Filippo, il 21 giugno, venne assassinato da Ottone VIII di Wittelsbach, un nipote del duca Ottone I di Baviera.
Dopo circa due mesi, anche Irene morì nel castello degli Hohenstaufen, molto probabilmente a seguito del parto dell'ultimogenita, Beatrice; il necrologio della cattedrale di Spira, cita la morte di Irene-Maria (Maria regina Philippi regis coniectalis, nata de Grecia).

Irene fu tumulata nell'abbazia di Lorch.

## Discendenza
Irene diede a Filippo sette figli, di cui due maschi, che non sopravvissero al padre:
- Beatrice (1198 - Nordhausen, 11 agosto 1212), che morì pochi giorni dopo il matrimonio con Ottone IV di Brunswick;
- Maria (ca. 1200 - Lovanio, 1235), che nell'agosto 1215, sposò Enrico II di Brabante (1207-1248);
- Reginaldo (ca. 1201 - morto giovane), tumulato nell'abbazia di Lorsch;
- Cunengonda (1202 - 13 settembre 1248), che sposò l'erede e futuro re di Boemia, Venceslao I di Boemia, figlio di Ottocaro I di Boemia;
- Elisabetta (1203 - Toro, 30 novembre 1235), che sposò il re di Castiglia, Ferdinando III, figlio del re del León, Alfonso IX e della seconda moglie, Berenguela di Castiglia;
- Federico (ca. 1205 - morto giovane), tumulato nell'Abbazia di Lorsch;
- Beatrice (agosto 1208), nata postuma e vissuta poche ore, tumulata nell'abbazia di Lorsch.

## Ascendenza
|                                      |             |                    | Genitori                              |  |  | Nonni |  |  | Bisnonni          |  |  | Trisnonni      |  |
|                                      |             |                    |                                       |  |  |       |  |  | Costantino Angelo |  |  | Manuele Angelo |  |
|                                      |             |                    |                                       |  |  |       |  |  | Costantino Angelo |  |  | Manuele Angelo |  |
|                                      |             | …                  |                                       |  |  |       |  |  | Costantino Angelo |  |  |                |  |
| Andronico Ducas Angelo               |             |                    |                                       |  |  |       |  |  | Costantino Angelo |  |  |                |  |
|                                      |             | Teodora Comnena    | Alessio I Comneno, basileus dei Romei |  |  |       |  |  |                   |  |  |                |  |
|                                      |             | Teodora Comnena    | Alessio I Comneno, basileus dei Romei |  |  |       |  |  |                   |  |  |                |  |
|                                      |             | Teodora Comnena    | Irene Ducaena                         |  |  |       |  |  |                   |  |  |                |  |
| Isacco II Angelo, basileus dei Romei |             | Teodora Comnena    |                                       |  |  |       |  |  |                   |  |  |                |  |
|                                      |             | …                  | …                                     |  |  |       |  |  |                   |  |  |                |  |
|                                      |             | …                  | …                                     |  |  |       |  |  |                   |  |  |                |  |
|                                      |             | …                  | …                                     |  |  |       |  |  |                   |  |  |                |  |
| Eufrosina Castamonitissa             |             | …                  |                                       |  |  |       |  |  |                   |  |  |                |  |
|                                      |             | …                  | …                                     |  |  |       |  |  |                   |  |  |                |  |
|                                      |             | …                  | …                                     |  |  |       |  |  |                   |  |  |                |  |
|                                      |             | …                  | …                                     |  |  |       |  |  |                   |  |  |                |  |
| Irene Angela                         |             | …                  |                                       |  |  |       |  |  |                   |  |  |                |  |
|                                      | N. Tornikes | Giorgio Tornikes   |                                       |  |  |       |  |  |                   |  |  |                |  |
|                                      | N. Tornikes | Giorgio Tornikes   |                                       |  |  |       |  |  |                   |  |  |                |  |
|                                      | N. Tornikes | …                  |                                       |  |  |       |  |  |                   |  |  |                |  |
| Demetrio Tornikes                    | N. Tornikes |                    |                                       |  |  |       |  |  |                   |  |  |                |  |
|                                      |             | N. Theophylaktaina | Demetrio Hephaistos                   |  |  |       |  |  |                   |  |  |                |  |
|                                      |             | N. Theophylaktaina | Demetrio Hephaistos                   |  |  |       |  |  |                   |  |  |                |  |
|                                      |             | N. Theophylaktaina | …                                     |  |  |       |  |  |                   |  |  |                |  |
| Irene Tornikaine                     |             | N. Theophylaktaina |                                       |  |  |       |  |  |                   |  |  |                |  |
|                                      |             | N. Malakes         | …                                     |  |  |       |  |  |                   |  |  |                |  |
|                                      |             | N. Malakes         | …                                     |  |  |       |  |  |                   |  |  |                |  |
|                                      |             | N. Malakes         | …                                     |  |  |       |  |  |                   |  |  |                |  |
| N. Malakaine                         |             | N. Malakes         |                                       |  |  |       |  |  |                   |  |  |                |  |
|                                      |             | …                  | …                                     |  |  |       |  |  |                   |  |  |                |  |
|                                      |             | …                  | …                                     |  |  |       |  |  |                   |  |  |                |  |
|                                      |             | …                  | …                                     |  |  |       |  |  |                   |  |  |                |  |
|                                      |             | …                  |                                       |  |  |       |  |  |                   |  |  |                |  |